# Giro de las Regiones
El Giro de las Regiones (en italiano: Giro delle Regioni) fue una competición ciclista profesional por etapas italiana, limitada a corredores sub-23.
Se creó en 1976 como carrera amateur. Mantuvo ese estatus (en su último año amateur en la categoría 2.7.1) hasta la creación de los Circuitos Continentales UCI en 2005 formando parte del UCI Europe Tour, dentro la categoría 2.2 (última categoría del profesionalismo), posteriormente en  2007 y hasta su desaparición en 2010 pasó a ser una competencia sub-23 de categoría 2.Ncup (Copa de las Naciones UCI).

## Palmarés
En amarillo, edición amateur.
| Año  | Ganador               | Segundo                | Tercero            |
| ---- | --------------------- | ---------------------- | ------------------ |
| 1976 | Carmelo Barone        | Giuseppe Passuello     | Dino Porrini       |
| 1977 | Eddy Schepers         | Claudio Corti          | Henk Mutsaars      |
| 1978 | Aavo Pikkuus          | Jurij Zacharov         | Tommy Prim         |
| 1979 | Serguéi Sujoruchenkov | Aleksandr Averin       | Sergej Nikitenko   |
| 1980 | Alberto Minetti       | Marco Cattaneo         | Jordan Penčev      |
| 1981 | Serguéi Sujoruchenkov | Jurij Barinov          | Ivan Miščenko      |
| 1982 | Ivan Miščenko         | Viktor Demidenko       | Nico Emonds        |
| 1983 | Helmut Wechselberger  | Alonso González        | Thurlow Rogers     |
| 1984 | Jiří Škoda            | Sergej Voronin         | Uwe Raab           |
| 1985 | Flavio Giupponi       | Primož Čerin           | Bernard Richard    |
| 1986 | Jiří Škoda            | Maurizio Fondriest     | Valerij Malačenkov |
| 1987 | Dmitri Konyshev       | Dieter Nieheus         | Viktor Klimov      |
| 1988 | Sergio Carcano        | Sergej Uslamin         | Maik Landsmann     |
| 1989 | Christophe Manin      | Dietmar Hauer          | Rolf Rutschmann    |
| 1990 | Dietmar Hauer         | Roberto Caruso         | Pavel Tonkov       |
| 1991 | Davide Rebellin       | José Lamy              | Nicola Minali      |
| 1992 | Roberto Petito        | Andreas Lebsanft       | Aleksandr Shefer   |
| 1993 | Pavel Čerkasov        | Laurent Roux           | Oscar Camenzind    |
| 1994 | Dirk Baldinger        | Eddy Mazzoleni         | Rafael Díaz Justo  |
| 1995 | Tobias Steinhauser    | Uwe Peschel            | Daniele Sgnaolin   |
| 1996 | Giuliano Figueras     | Alessandro Spezialetti | Unai Osa           |
| 1997 | Fabio Malberti        | Danilo Di Luca         | Gianmarco Ortenzi  |
| 1998 | Gianmarco Ortenzi     | Valentino China        | Denis Lunghi       |
| 1999 | Leonardo Giordani     | Ivan Basso             | Volodymir Gustov   |
| 2000 | Graziano Gasparri     | Patrik Sinkewitz       | Giampaolo Caruso   |
| 2001 | Yaroslav Popovych     | Michele Scarponi       | Damiano Cunego     |
| 2002 | Antonio Quadranti     | Vladímir Gúsev         | Aleksandr Bespalov |
| 2003 | Kristjan Fajt         | Denys Kostyuk          | Tomasz Nose        |
| 2004 | Andriy Grivko         | Maksim Belkov          | Giovanni Visconti  |
| 2005 | Luigi Sestili         | Roman Kreuziger        | Peter Velits       |
| 2006 | Dmytro Grabovskyy     | Maksim Belkov          | Jelle Vanendert    |
| 2007 | Rui Costa             | Dennis van Winden      | Gašper Švab        |
| 2008 | Vitaliy Buts          | Rui Costa              | Kristjan Koren     |
| 2009 | No se disputó         | No se disputó          | No se disputó      |
| 2010 | Enrico Battaglin      | Jan Tratnik            | Angelo Pagani      |

## Palmarés por países
| País                    | Victorias |
| ----------------------- | --------- |
| Italia                  | 13        |
| Unión Soviética + Rusia | 5         |
| Ucrania                 | 4         |
| República Checa         | 2         |
| Austria                 | 2         |
| Alemania                | 2         |
| Bélgica                 | 1         |
| Francia                 | 1         |
| Austria                 | 1         |
| Eslovaquia              | 1         |
| Portugal                | 1         |